# Ландерно (кантон)
Ландерно (фр. Landerneau) — кантон во Франции, находится в регионе Бретань, департамент Финистер. Входит в состав округа Брест.

## История
До 2015 года в состав кантона входили коммуны Диренон, Ла-Форе-Ландерно, Ландерно, Панкран, Плуэдерн, Сен-Диви, Сен-Тонан и Тремауэзан.
В результате реформы 2015 года состав кантона был изменен.

## Состав кантона с 15 марта 2015 года
В состав кантона входят коммуны (население по данным Национального института статистики за 2019 г.):
- Ла-Рош-Морис (1 814 чел.)
- Ла-Форе-Ландерно (1 947 чел.)
- Ландерно (15 918 чел.)
- Ланёфре (154 чел.)
- Панкран (2 049 чел.)
- Плуэдерн (2 944 чел.)
- Сен-Диви (1 557 чел.)
- Сен-Тонан (1 899 чел.)
- Тремауэзан (532 чел.)

## Политика
На президентских выборах 2022 г. жители кантона отдали в 1-м туре Эмманюэлю Макрону 35,4 % голосов против 20,2 % у Жана-Люка Меланшона и 17,5 % у Марин Ле Пен; во 2-м туре в кантоне победил Макрон, получивший 70,7 % голосов. (2017 год. 1 тур: Эмманюэль Макрон – 32,7 %, Жан-Люк Меланшон – 18,9 %, Франсуа Фийон – 15,9 %, Марин Ле Пен – 12,4 %; 2 тур: Макрон – 80,6 %. 2012 год. 1 тур: Франсуа Олланд — 37,8 %, Николя Саркози — 22,6 %, Франсуа Байру — 12,6 %; 2 тур: Олланд — 61,4 %).
С 2021 года кантон в Совете департамента Финистер представляют вице-мэр города Ландерно Вивиан Берва (Viviane Bervas) и мэр коммуны Плуэдерн Бернар Гоалек (Bernard Goalec) (оба ― Разные правые).
|                | Кандидаты                    | Партия                   | Первый тур | Первый тур     | Второй тур | Второй тур |
| Кол-во голосов | Кандидаты                    | Партия                   | % голосов  | Кол-во голосов | % голосов  |            |
| -------------- | ---------------------------- | ------------------------ | ---------- | -------------- | ---------- | ---------- |
|                | Вивиан Берва Бернар Гоалек   | Правый блок              | 3 623      | 49,71          | 4 309      | 60,65      |
|                | Клодин Галерон Стефан Эрвуар | Левый блок               | 1 875      | 25,72          | 2 796      | 39,35      |
|                | Кристоф Венклер Маэла Дюпа   | Европа Экология Зелёные  | 1 156      | 15,86          |            |            |
|                | Кристель Куо Ги Леаль        | Национальное объединение | 1 438      | 15,01          |            |            |

|                | Кандидаты                   | Партия                  | Первый тур | Первый тур     | Второй тур | Второй тур |
| Кол-во голосов | Кандидаты                   | Партия                  | % голосов  | Кол-во голосов | % голосов  |            |
| -------------- | --------------------------- | ----------------------- | ---------- | -------------- | ---------- | ---------- |
|                | Мари-Жозе Кюнен Иван Муллек | Правый блок             | 3 517      | 36,70          | 4 566      | 50,41      |
|                | Мишель Жезекель Мишель Казю | Социалистическая партия | 3 179      | 33,17          | 4 491      | 49,59      |
|                | Жак Бомбер Женевьева Топен  | Национальный фронт      | 1 438      | 15,01          |            |            |
|                | Кристоф Венклер Анни Коллик | Европа Экология Зелёные | 956        | 9,98           |            |            |
|                | Анжела Галле Жоан Лоран     | Левый фронт             | 493        | 5,14           |            |            |